# Копище (Вілейський район)
Копище (біл. вёска Копішче) — село в складі Вілейського району Мінської області, Білорусь. Село підпорядковане Осиповицькій сільській раді, розташоване в північній частині області.